# Гирло свердловини

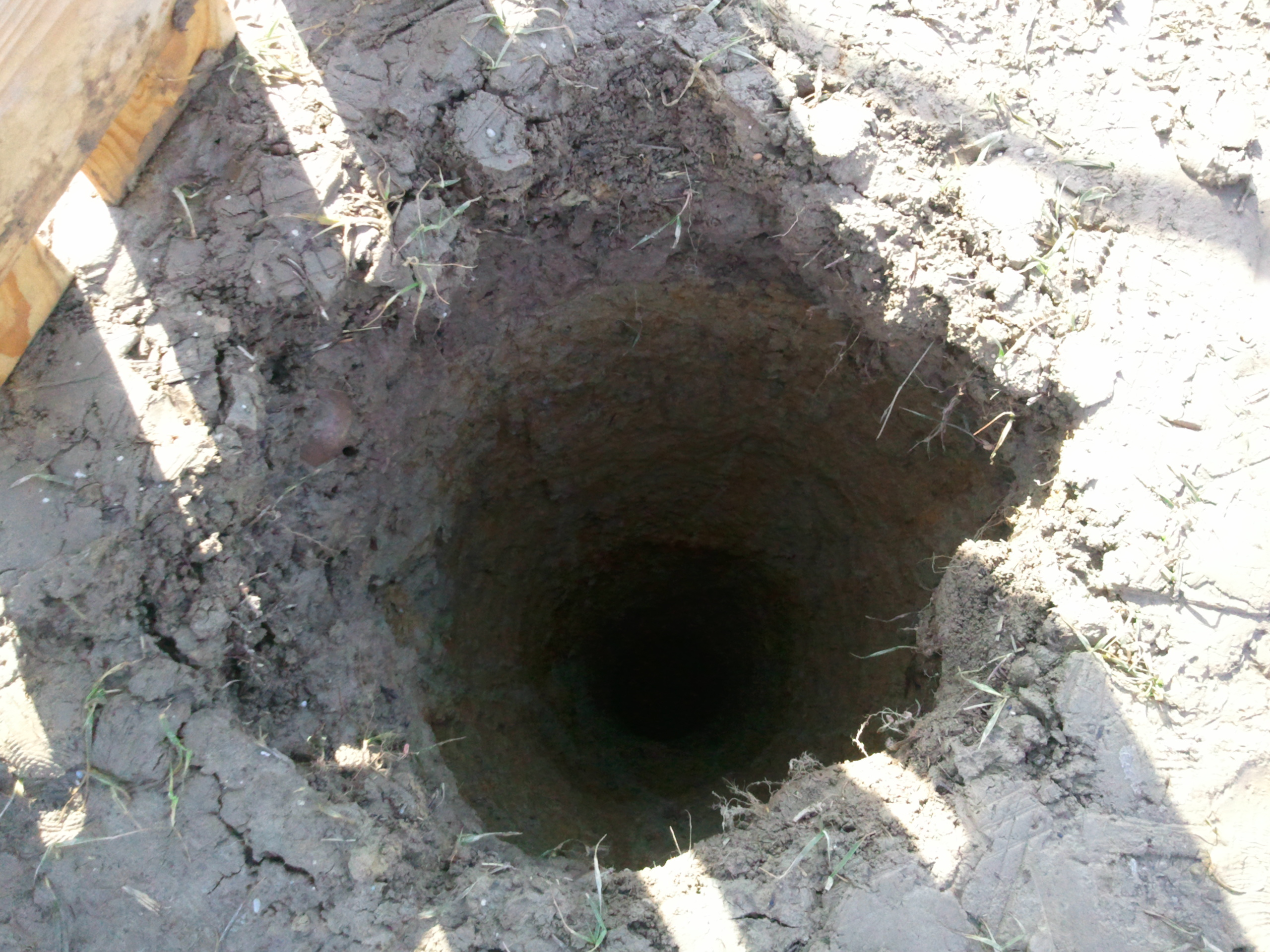
Вихід гирла свердловини на поверхню землі.

Обв'язування обладнання гирла свердловини для проведення ГРП
1 — агрегат 2АН-500; 2 — піскозмішувач ЗПА; 3 — автоцистерна 4ЦР;
4 — агрегат 3ЦА-400; 5 — ємність; 6 — змішуювальний пристрій АУ-5

Гирло свердловини — верхня частина стовбура свердловини. Місце виходу підземної виробки на поверхню чи проникнення до іншої виробки. Устя свердловини обладнується спеціальною арматурою, призначеною для герметизації гирла свердловини, контролю і регулюванню режиму їх експлуатації, а також для проведення різних технологічних операцій.
Син.: устя свердловини.

## Обладнання гирла газової свердловини
Обладнання гирла газової свердловини призначене для з'єднання верхніх кінців обсадних колон і фонтанних труб, герметизації міжтрубного простору й з'єднань між елементами обладнання, здійснення заходів з контролю й регулювання технологічного режиму експлуатації свердловин. Обладнання гирла газової свердловини складається з трьох частин:
– колонної головки;
– трубної головки;
– фонтанної ялинки.
Колонна головка з'єднує верхні кінці кондуктора і експлуатаційної колони, герметизує міжтрубний простір, служить опорою трубної головки з фонтанною ялинкою.
Трубна головка служить для підвішування фонтанних труб і герметизації міжтрубного простору між експлуатаційною колоною й фонтанними трубами. На трубну головку безпосередньо встановлюють фонтанну ялинку хрестового або трійникового типу.
Фонтанна ялинка монтується вище верхнього фланця трубної головки. Вона призначена для: освоєння свердловини, закриття свердловини, контролю і регулювання технологічного режиму роботи свердловини.